# Emboloecia papaipemoides
Emboloecia papaipemoides là một loài bướm đêm trong họ Noctuidae.